# Simsalagrimm
Simsalagrimm (Simsala Grimm) è una serie animata tedesca prodotta nel 1999 da Hahn Film, Greenlight Film e NDR. È ispirata alle fiabe dei fratelli Grimm (e di altri autori a partire dalla terza stagione). 
In Germania la serie debutta il 1º novembre 1999 su Kinderkanal, mentre in Italia viene mandata in onda dal 2002 su Italia 1 e Cartoonito.

## Trama
(Intro di ogni episodio)
I protagonisti sono Yoyo, un ghiro, e Doc Croc, una lucertola. Ogni puntata della serie si apre con una introduzione nella quale i due si mettono in viaggio a bordo del Magico Libro delle Fiabe che si sposta a mo' di tappeto volante. Essi raggiungono l'interno di una fiaba dei fratelli Grimm (o di altri autori a partire dalla terza stagione) diversa in un ciascun episodio (si va da Cappuccetto Rosso, Biancaneve, Pollicino, I musicanti di Brema, ecc.). Il loro scopo è accompagnare il protagonista di turno affinché si compia il lieto fine della fiaba.

## Personaggi
- Yoyo: un ghiro, grigio-blu, con un cappuccio con sonagli, che si definisce il più grande avventuriero del mondo.
- Doc Croc: una lucertola a righe rosa e porpora, con occhiali, un po' balbuziente, esperto in ogni campo del sapere.

## Edizione italiana

### Doppiaggio
| Personaggio             | Doppiatore originale     | Doppiatore italiano |
| ----------------------- | ------------------------ | ------------------- |
| Yoyo                    | Hubertus von Lerchenfeld | Luca Bottale        |
| Doc Croc                | Jörg Stuttmann           | Pietro Ubaldi       |
| Cenerentola             | - non disponibile -      | Debora Magnaghi     |
| Raperonzolo             | - non disponibile -      | Elisabetta Spinelli |
| Pollicino               | - non disponibile -      | Davide Garbolino    |
| Kaspar                  | - non disponibile -      | Simone D'Andrea     |
| Principessa Rosalia     | - non disponibile -      | Donatella Fanfani   |
| Kuno                    | - non disponibile -      | Luca Semeraro       |
| Luce Azzurra            | - non disponibile -      | Antonello Governale |
| Frau Gothel             | - non disponibile -      | Caterina Rochira    |
| Fata Gorgona            | - non disponibile -      | Patrizia Scianca    |
| Contessa                | - non disponibile -      | Graziella Porta     |
| Re Fredrick             | - non disponibile -      | Ivo De Palma        |
| Principessa Alina/Sissi | - non disponibile -      | Giusy Di Martino    |
| Jake                    | - non disponibile -      | Marco Balzarotti    |
| Hansel                  | - non disponibile -      | Serena Menegon      |
| Gretel                  | - non disponibile -      | Serena Clerici      |
| Re Padre                | - non disponibile -      | Aldo Stella         |
| Balia                   | - non disponibile -      | Lisa Mazzotti       |
| Guardia alta            | - non disponibile -      | Gabriele Calindri   |
| Bella                   | - non disponibile -      | Emanuela Pacotto    |
| Aladino                 | - non disponibile -      | Simone D'Andrea     |
| Sirenetta               | - non disponibile -      | Deborah Morese      |
| Pinocchio               | - non disponibile -      | Patrizia Mottola    |

### Sigla
La sigla iniziale e finale dal titolo SimsalaGrimm, musica di Giorgio Vanni e Max Longhi, testo di Alessandra Valeri Manera, è cantata da Cristina D'Avena.
Per le prime due stagioni, ne viene impiegata una versione di due minuti, per la terza invece la durata della sigla è stata tagliata a mezzo minuto circa.

## Episodi
La serie si compone di tre stagioni: le prime due da 13 episodi l'una, sebbene in Italia i 26 episodi complessivi siano stati trasmessi da Italia 1 fra il 2002 e il 2003 come se fossero un'unica serie, la terza da 26 episodi, realizzata nel 2010 e trasmessa in Germania a partire dal 6 dicembre dello stesso anno.
Dall'agosto del 2010, le prime due stagioni della serie vengono replicati sul canale televisivo italiano Hiro.
Dal 23 dicembre 2013, la serie è tornata in onda su Cartoonito con le repliche delle prime due stagioni e con gli episodi inediti della terza, dapprima mescolati per categorie (principesse, piccoli esploratori ecc.) e successivamente trasmessi in ordine.

### Prima stagione
| N° | Titolo originale                             | Titolo italiano                            |
| -- | -------------------------------------------- | ------------------------------------------ |
| 1  | König Drosselbart                            | Il Re Bazzaditordo                         |
| 2  | Das tapfere Schneiderlein                    | Il prode piccolo sarto                     |
| 3  | Der Wolf und die sieben Geißlein             | Il lupo e i sette bambinelli               |
| 4  | Der Meisterdieb                              | Il Re dei ladri                            |
| 5  | Der Teufel mit den drei goldenen Haaren      | I tre capelli d'oro del diavolo            |
| 6  | Die sechs Diener                             | I sei servitori                            |
| 7  | Der Däumling                                 | Pollicino                                  |
| 8  | Rapunzel                                     | Raperonzolo                                |
| 9  | Hänsel und Gretel                            | Hansel e Gretel                            |
| 10 | Von einem, der auszog das Fürchten zu lernen | Il giovane che partì per imparare la paura |
| 11 | Rumpelstilzchen                              | Strepitolino                               |
| 12 | Der Gestiefelte Kater                        | Il gatto con gli stivali                   |
| 13 | Brüderchen und Schwesterchen                 | Fratellino e Sorellina                     |

### Seconda stagione
| N° | Titolo originale                     | Titolo italiano                    |
| -- | ------------------------------------ | ---------------------------------- |
| 1  | Die Bremer Stadtmusikanten           | I musicanti di Brema               |
| 2  | Rotkäppchen                          | Cappuccetto Rosso                  |
| 3  | Tischlein deck dich                  | Il tavolino magico                 |
| 4  | Der treue Johannes                   | Il fedele Giovanni                 |
| 5  | Die Kristallkugel                    | La sfera di cristallo              |
| 6  | Das blaue Licht                      | La luce azzurra                    |
| 7  | Aschenputtel                         | Cenerentola                        |
| 8  | Schneewittchen und die sieben Zwerge | Biancaneve                         |
| 9  | Dornröschen                          | La bella addormentata              |
| 10 | Die sechs Schwäne                    | I sei cigni                        |
| 11 | Die Gänsemagd                        | La guardiana delle oche            |
| 12 | Der Froschkönig                      | Il principe ranocchio              |
| 13 | Die Gänsehirtin am Brunnen           | La guardiana delle oche alla fonte |

### Terza stagione
| N° | Titolo originale                       | Titolo italiano                 |
| -- | -------------------------------------- | ------------------------------- |
| 1  | Hans und die Bohnenranke               | Jack e il fagiolo magico        |
| 2  | Allerleirauh                           | Pelle d'asino                   |
| 3  | Der Hase und der Igel                  | La lepre e il porcospino        |
| 4  | Der alte Sultan                        | Il vecchio sultano              |
| 5  | Frau Holle                             | Madama Holle                    |
| 6  | Die drei kleinen Schweinchen           | I tre porcellini                |
| 7  | Die vier kunstreichen Brüder           | I quattro fratelli ingegnosi    |
| 8  | Der Zauber-Wettkampf                   | L'ostilità del mago             |
| 9  | Die Nachtigall                         | L'usignolo dell'imperatore      |
| 10 | Die Schöne und das Biest               | La bella e la bestia            |
| 11 | Die zertanzten Schuhe                  | Le scarpe logorate dal ballo    |
| 12 | Hans im Glück                          | La fortuna di Hans              |
| 13 | Der kleine Muck                        | Il piccolo Mook                 |
| 14 | Goldlöckchen und die drei Bären        | Riccioli d'oro e i tre orsi     |
| 15 | Aladin und die Wunderlampe             | Aladino                         |
| 16 | Kalif Storch                           | Il califfo cicogna              |
| 17 | Der Trommler                           | Il tamburino                    |
| 18 | Schneeweißchen und Rosenrot            | Biancaneve e Rosarossa          |
| 19 | Der Bärenhäuter                        | Pelle d'orso                    |
| 20 | Die kleine Meerjungfrau                | La sirenetta                    |
| 21 | Pinocchio                              | Pinocchio                       |
| 22 | Der Eisenhans                          | Hans di Ferro                   |
| 23 | Des Kaisers neue Kleider               | I vestiti nuovi dell'imperatore |
| 24 | Jorinde und Joringel                   | Jorinda e Joringhello           |
| 25 | Das singende springende Löweneckerchen | L'allodola che canta            |
| 26 | Die drei Federn                        | Le tre piume                    |